# Arthur Schiess
Arthur Schiess (* 19. September 1842 in Herisau; † 8. August 1917 in Schwende; heimatberechtigt in Herisau) war ein Schweizer Unternehmer aus dem Kanton Appenzell Ausserrhoden.

## Leben
Arthur Schiess war der Sohn von Johann Jakob Schiess, Oberst und Mitgründer der Herisauer Stickerei- und Stoffhandelsfirma Zähner & Schiess & Compagnie, und Elise Schefer.
Schiess schloss zunächst eine kaufmännische Ausbildung in der Kölner Filiale der väterlichen Firma ab. Anschliessend absolvierte er einen siebenjährigen Auslandaufenthalt in London, Paris und New York City. Ab Ende der 1860er Jahre leitete Schiess in der väterlichen Firma das Exportgeschäft, 1873 wurde er zum Teilhaber. Schiess baute die bedeutende Stoffhandelsabteilung auf. Diese wurde 1883 nach St. Gallen verlegt. Schiess liess sich ebenfalls in St. Gallen nieder.
Er wurde schon bald bekannt durch seine Spenden für gemeinnützige Zwecke. Zu Lebzeiten ermöglichte er in Herisau den Bau der Erziehungsanstalt Kreckelhof und der kantonalen Heil- und Pflegeanstalt. Mit testamentarischen Vergabungen von 3 Millionen Franken legte er die Basis zu einer Alters- und Invalidenversicherung für die Kantone St. Gallen und Appenzell Ausserrhoden. Nach ihm wurde die Arthur-Schiess-Strasse in Herisau benannt.